# Carsten Feist
Carsten Feist (* 20. September 1969 in Wilhelmshaven) ist am 26. Mai 2019 als Parteiloser zum Oberbürgermeister der Stadt Wilhelmshaven gewählt worden. Er trat das Amt am 1. November 2019 als Nachfolger von Andreas Wagner an.

## Leben
Carsten Feist machte 1989 sein Abitur am Wilhelmshavener Käthe-Kollwitz-Gymnasium. Danach studierte er an der Niedersächsischen Fachhochschule für Verwaltung und Rechtspflege und beendete sein Studium als Diplom-Verwaltungswirt (FH). Seit 1995 ist er bei der Stadt Wilhelmshaven beschäftigt, zuletzt als Referatsleiter für Jugend, Familie, Bildung, Sport, Prävention und Migration.
Als einer von insgesamt 15 Kandidaten trat Carsten Feist 2019 als Einzelbewerber zur Wahl des Wilhelmshavener Oberbürgermeisters an. Am 12. Mai 2019 erlangte er mit knapp 26 Prozent der Stimmen den zweiten Platz nach dem SPD-Kandidaten Niels Weller. Die anschließende Stichwahl am 26. Mai 2019 hat er dann mit 53,6 Prozent gewonnen. Feist hat angekündigt, bei der Oberbürgermeisterwahl 2026 nicht wieder anzutreten.
Carsten Feist ist seit 1993 verheiratet und hat zwei erwachsene Söhne.